# رامبلر امریکن
رامبلر امریکن (به انگلیسی: Rambler American) خودرویی بود که مدل چهار در نسل سوم آن با نام آریا و مدل دو در آن با نام شاهین، در ایران تا پیش از انقلاب ۱۳۵۷ زیر نظر شرکت رامبلر مونتاژ و تولید می‌شد.
رامبلر امریکن در سال‌های ۱۹۵۸ تا ۱۹۶۹ در ایالات متحده آمریکا، کانادا، ایران (در تهران و در شرکت خودروسازی شرکت جیپ ایران)، مکزیکو سیتی، مکزیک، آرژانتین، پرتوریا و آفریقای جنوبی تولید شده‌است. طراحی آن خودروهای موتور جلو-محور عقب بوده‌است.
این خودرو سواری در سال ۱۳۴۶ توسط شرکت جیپ ایران (پارس خودرو فعلی) به صورت CKD وارد و مونتاژ گردید. مونتاژ این خودرو در ایران تا سال ۱۹۷۲ (میلادی) یا ۱۳۵۱ ادامه داشت و مجموعاً ۳۵٬۱۹۳ عدد از این خودرو در ایران تولید شد. امروزه این خودرو به عنوان خودرویی کلاسیک محسوب می‌شود.

## مشخصات فنی مدل‌های ۱۹۶۸
خودروی آریاشاهین به موتور شش سیلندر خطی مجهز بود که این موتور قدرت ۱۲۸ اسب بخار را با دور موتور ۴۴۰۰ دور در دقیقه تولید می‌کرد. و به دلیل طراحی مناسب، موتور با کمال نرمی و با کمترین لرزش کار می‌کرد.
مصرف سوخت آریاشاهین در هر صد کیلومتر ده لیتر بود که با توجه به شش سیلندر بودن و قدرت موتور و همچنین استانداردهای آن زمان، آریاشاهین در زمره خودروهای کم مصرف قرار می‌گرفت.
آریاشاهین به فناوری ترمز دوبل مجهز بود، که باعث منتفی شدن خطر بریدن ترمز در این خودرو شده بود. همچنین به چراغ‌های فلاش چهار طرفه مجهز بود، تا هنگام توقف‌های اضطراری در کنار جاده‌های باریک رانندگان وسائط دیگر را متوجه نماید. دیگر ویژگی جالب آریاشاهین، داشتن فرمان تلسکوپی بود، که در صورت تصادف، ستون فرمان جمع می‌شد و آسیب به راننده، به دلیل فشار فرمان به بدن و قفسه سینه، به کمترین میزان رسیده بود. در خودروی آریاشاهین، قسمت راست و چپ بدنه یکپارچه ساخته شده بود که باعث می‌شد با گذشت زمان، اتاق ماشین به صدا نیفتد! و فاصله درها همیشه یکسان باقی بماند.
آریا و شاهین به دلیل دارا بودن جعبه دنده ۳ سرعتهٔ سینکرونیزه کامل (هماهنگ)، حتی هنگام تعویض معکوس، دنده‌ها ایجاد صدا نمی‌کردند.
این مدل از آریاشاهین به داشبورد چرمی مجهز بود که درون آن را از فوم نرم انباشته بودند تا در مواقع بروز حوادث و ترمزهای ناگهانی به سرنشینان آسیبی نرسد. همچنین به رادیاتورهای بزرگ که مختص مناطق کوهستانی و گرمسیری است مجهز بود که این رادیاتور با شرایط آب و هوای مناطق مختلف ایران کاملاً مناسب است.
آریاشاهین به آیینه شب مجهز شده بود و بدین جهت، نور اتومبیل هائی که از پشت سر حرکت می‌کردند، هرگز در چشم راننده منعکس نمی‌شد؛ و به علت کمتر بودن تعداد دنده، این اتومبیل شتاب بسیار بالایی داشت. آریاشاهین با فضای بیشتر-جای باک بیشتر و دید بیشتر و احساس ایمنی بیشتر، خودوری کاملاً مناسب و راحتی بود. در قبل از انقلاب سال ۵۷. این خودرو به تعداد زیاد در اختیار اداره ساواک قرار داشت.

## نگارخانه

Rambler 6HP Runabout 1903
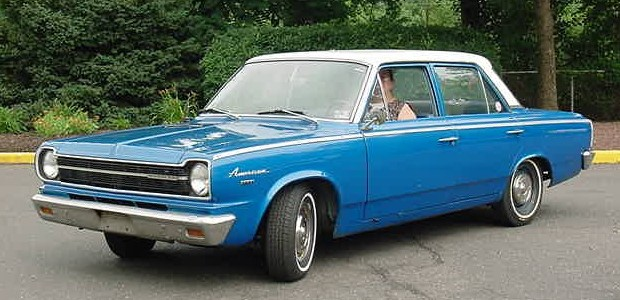
نسل سوم (۱۹۶۶) چهاردر سدان
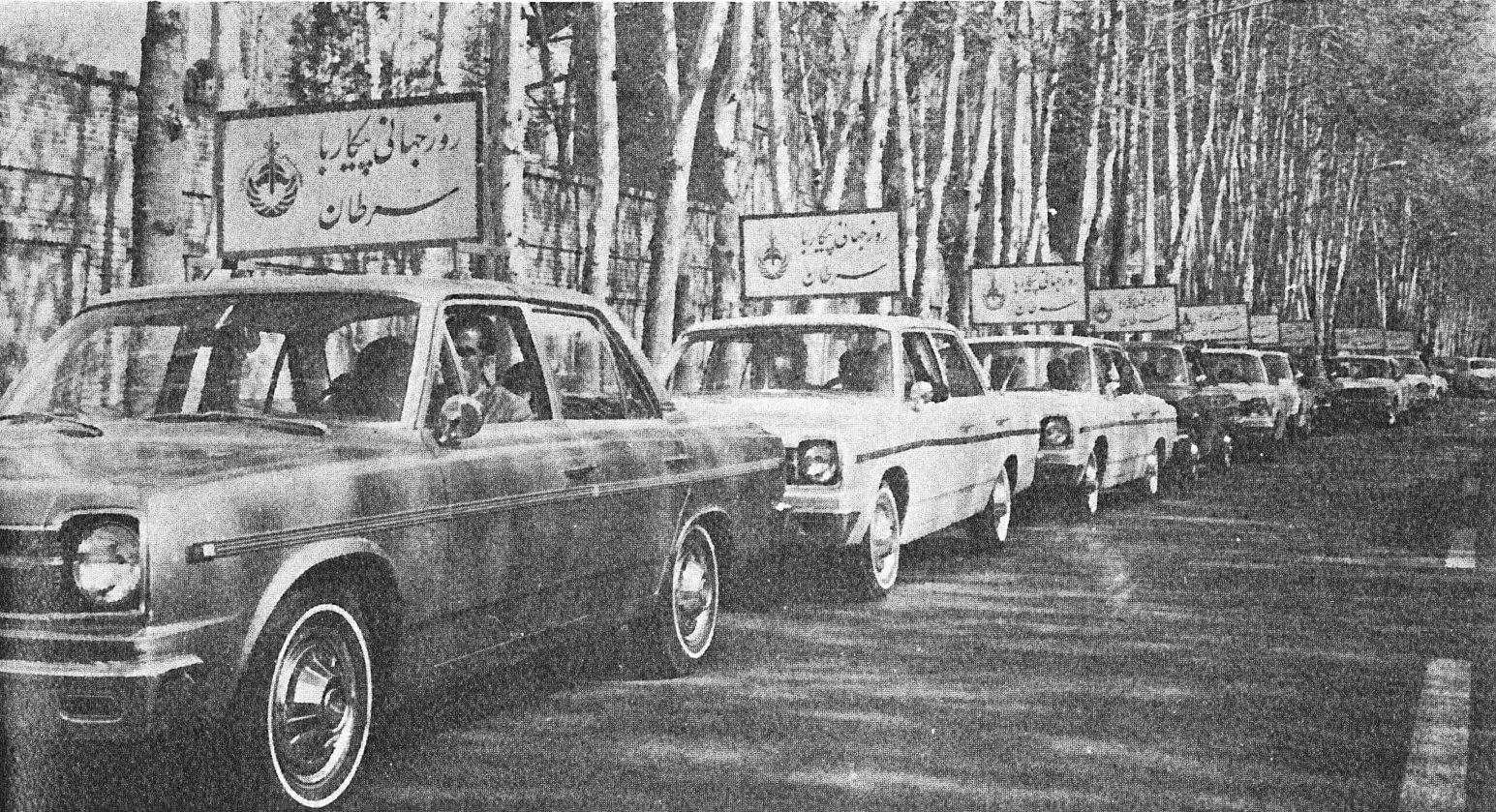
اتومبیل‌های آریا شاهین در روز مبارزه با سرطان (۱۳۴۹)
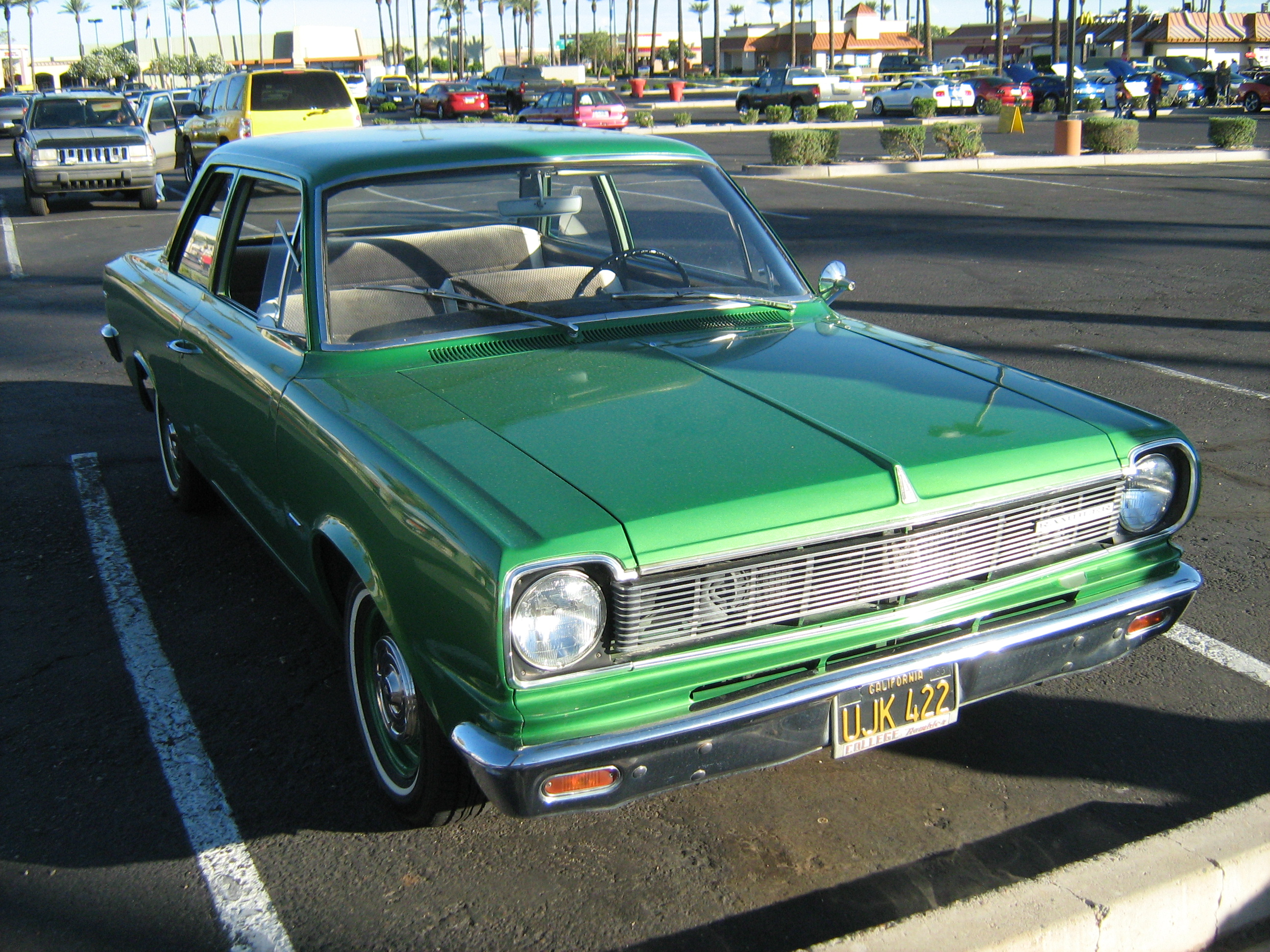
نسل سوم (۱۹۶۷) دودرب سدان